# COVID-19 в Пакистане
Эпидемия COVID-19 в Пакистане стала частью пандемии этого коронавируса, вызванной вирусом SARS-CoV-2. Было подтверждено, что коронавирус достиг Пакистана 26 февраля 2020 года, когда студент в г. Карачи показал позитивный результат по возвращении из Ирана. К 18 марта случаи заболевания были зарегистрированы во всех четырёх провинциях, двух автономных территориях и на федеральной столичной территории Исламабада.
По состоянию на 26 мая 2020 года в стране было зарегистрировано 59 100 подтверждённых случаев, 19 142 выздоровлений и 1 225 смертей. Больше всего случаев было отмечено в Пенджабе — свыше 18 400, в то время как больше всего смертей было отмечено в Хайбер-Пахтунхва — всего 365. 1 апреля была введена повсеместная изоляция, продлившаяся до 9 мая; позднее она была продлена дважды. Ближе к окончанию срока изоляция была облегчена в несколько шагов.
Согласно докладу федерального правительства, к 25 апреля Пакистан мог ожидать 50 тыс. случаев заболевания. Тем не менее, к этому сроку число осталось на уровне 13 тыс. — почти в четыре раза меньше, чем ожидалось. Считается, что основной причиной, вызвавшей резкое распространение заболевания, стало собрание сторонников религии Таблиги Джамаат в г. Лахор в начале марта, вызвавшее примерно 27% случаев по стране к концу апреля. В апреле 2020 года в Пакистане приступили к испытаниям вакцины в сотрудничестве с китайской фармацевтической компанией Sinopharm.

## Хронология распространения
12 января 2020 года Всемирная организация здравоохранения подтвердила, что недавно появившийся коронавирус является причиной респираторного заболевания в городе Ухань провинции Хубэй, КНР, о появлении которого было доложено 31 декабря 2019 года.
Процент летальности (case fatality rate (CFR)) новой инфекции был меньше, чем у тяжёлого респираторного синдрома 2003 года, более известного как атипичная пневмония, но передача инфекции шла значительно легче, со значительным процентом летальности.

### Февраль
26 февраля Пакистан подтвердил первые два случая заражения коронавирусом. Зафар Мирза, специальный помощник по здравоохранению премьер-министра Пакистана заявил в своём твиттере: «Я могу подтвердить первые два случая коронавируса в Пакистане. Оба заболевших находятся на лечении согласно стандартным клиническим протоколам, состояние обоих стабильно».
Первым пациентом стал студент университета Карачи в провинции Синд, второй с федеральной территории. Оба пациента недавно вернулись из Ирана.
В течение недели Пакистан подтвердил ещё три новых случая, включая случай в столице Пакистана Исламабаде и в г. Равалпинди, провинция Пенджаб.

### Март

#### 1-10 марта: первые случаи
2 марта было доложено о пятом случае, отмеченном на федеральной территории. Заразилась 45-летняя женщина из территории Гилгит-Балтистан, также совершившая поездку в Иран.
6 марта Муртаза Вахаб объявил, что первый пациент в Карачи полностью выздоровел и позднее выписан из госпиталя после негативного результата тестирования. 8 марта Пакистан подтвердил седьмой случай COVID-19, также в Карачи.
На следующий день Пакистан сообщил о девяти новых случаях в Карачи, число заражений составило 16, больше всего случаев было отмечено в провинции Синд — 13.  Пятеро из этих новых пациентов совершили поездки в Сирию, некоторые другие вернулись из Лондона. 10 марта были подтверждены три новых случая, включая один в Хайдарабаде и первый случай в Кветте, Белуджистан.

#### 11—19 марта: вспышка
11 марта было доложено о 76 возможных случаях в некоторых районах провинции Пенджаб, включая Лахор, Гуджранвала, Саргодха, Хафизабад и Лондран. Представители Управления здравоохранения сообщили, что десять человек сразу же были исключены из этого числа, 55 пациентов также были исключены, показав негативный результат тестирования. Однако второй случай в Гилги-Балтистане  и случай в г. Скарду (обнаруженный в тот же день) были подтверждены, что увеличило число до 20. Третий случай был подтверждён 12 марта в районе Шигар Гилгит-Балтистана, пациент также посетил Иран, было сообщено, что заболевшего поместили в больницу Сарду. В этот же день Муртаза Вахаб сообщил, что второй заболевший полностью выздоровел. 13 марта управления здравоохранения Синда отметил положительный результат у 52-летнего пациента, что обозначило первый случай местной передачи инфекции, поскольку заболевший приехал из Исламабада. 24 из 27 подозреваемых случая в Хайбер-Пахтункунва были исключены в тот же день. К концу дня общее число случаев возросло до 28, шесть новых случаев было в г. Тафтан и другой в Синде. 14 марта число случаев возросло до 31 после того, как два новых пациента в Карачи показали положительный результат, об одном заболевшем было доложено в Исламабаде.
На следующий день 15 марта было объявлено о пяти новых случаях в Карачи, включая вторую местную передачу коронавируса в Синде, остальные трое заболевших путешествовали в Саудовскую Аравию и один ездил в Белуджистан. Также сообщили о новом случае на столичной территории Исламабада. Министр здравоохранения Лахора Мохаммад Усман подтвердил первый случай коронавируса в Лахоре. Заразившийся пациент вернулся из Великобритании 10 марта и был отправлен в изолированную палату в больнице Майо. Национальный институт здравоохранения сообщил об 11 новых случаях в Синде, шести, обнаруженных мобильной лабораторией в приграничной области Тафтан и первом случае в провинции Пенджаб, что увеличило общее число до 53. 16 марта было зарегистрировано общее число в 134, большая часть из них (116) была отмечена в Синде. Было сообщено о 15 случаях в Хайбер Пахтунхва (первых для этой провинции) и о трёх в Белуджистане. Это указывало на резкий скачок заболеваемости, поскольку было доложено о сотне новых случаев в провинции, а также число заболевших по стране дошло до 187. 17 марта произошёл ещё один скачок до 237: 25 новых случаев в Пенджабе, 12 в Синде и 4 в Исламабаде.
18 марта было сообщено о первом случае заболевания в районе Азад Кашмир. Число заболевших в Синде возросло на 36, а в Гилгит-Балтистане на 10. Также сообщалось о новых случаях в других провинциях. Пациент из Хайдарабада, проходящий лечение в Синде, был выписан, что увеличило число выздоровевших до 5. 18 марта в Пакистане было уже 302 подтверждённых случая. Также в этот день были подтверждены первые два случая смерти от вируса, оба в провинции Хайбер Пахтунхва: первый — 50-летний пациент, недавно приехавший в округ Мардан из Саудовской Аравии, где он совершал паломничество (умра) в Мекку, второй — 36-летний пациент из округа Хангу. Оба заболевших были госпитализированы в Пешаваре.
19 марта число заболевших увеличилось более чем вдвое: с 33 до 80 в Пенджабе, с 23 до 81 в Белуджистане. Такой скачок вынудил власти Белуджистана объявить чрезвычайную ситуацию в связи с эпидемией и ввести запрет на общественный транспорт. Представитель местного правительства Лиакат Шахвани сообщил о пакете помощи служащим транспортных компаний. Общее число новых случаев составило 159, что увеличило число заболевших по стране до 461.

#### 20-31 марта: первые смерти
20 марта было сообщено о первой смерти в Синде, 77-летний пациент заразился вирусом путём местной передачи. Он уже вылечился от рака и страдал от гипертонии и диабета. В то же время число новых заболевших в других провинциях составило 34, что было ниже, чем за несколько дней до этого. Общее число заболевших выросло до 495.
22 марта было сообщено о третьей смерти в Хайбер Пахтунхва, также о первых смертях в Гилгит-Балтистане и в Белуджистане, что увеличило число смертей до 6. Общее число заболевших выросло до 784 с учётом 138 новых случаев. В числе умерших оказался врач больницы DHQ Hospital в Гилгите, заразившийся при осмотре паломников, возвратившихся из Ирана. 22 марта в Гилгит-Балтистане был объявлен карантин на неопределённый период. 13 паломников из Тафтана, проехавших через город Дера-Гази-Хан, были помещены на карантин в городе Мирпур. В этот день пакистанская компания DESCON подарила 10 тыс. ёмкостей с антисептиком для рук для больниц Пенджаба. В Белуджистане 26 водителей, перевозивших заболевших в больницы, были помещены в карантин.
23 марта многие врачи по стране жаловались на недостаток необходимых средств для борьбы с вирусом. Представитель союза врачей в Хайбер-Пахтунхва заявил: «у нас нет средств индивидуальной защиты или очков и даже маски мы покупаем на собственные средства». Министерство иностранных дел сделало распоряжения вернуть на родину 72 пакистанца, застрявших в международном аэропорту в Дохе (Катар), так как катарские власти в этом месяце временно запретили въезд путешественникам из Пакистана и 14 других стран. Над вернувшимися пассажирами был установлен строгий надзор. Также был отправлен самолёт за 150 гражданами Пакистана, застрявшими в международном аэропорту Абу-Даби (Дубай). В этот же день министр образования Синда Саед Гхани отправился на самоизоляцию на 14 дней, так как показал позитивный тест на коронавирус. Он выздоровел 30 марта.
24 марта в Синде и Белуджистане был введён карантин до 7 апреля, в Азад Кашмире до 13 апреля. В Пенджабе также был введён карантин, но до 6 апреля. В Синде местная полиция задержала за нарушение условий карантина 472 человека в разных районах провинции, 222 из них в одном Карачи. Эти случаи были связаны с накоплением масок и спекуляциями масками и дезинфицирующими средствами для рук, большими собраниями людей, открытием магазинов и ресторанов и поездками на пассажирских автобусах. Правительство Синда разрешило 640 паломникам, помещённым в карантин в Суккуре, вернуться домой после негативного результата теста на вирус. Главный министр выпустил указания для всех местных комиссаров принимать паломников по их возвращении и в течение следующих 10 дней наблюдать за состоянием их здоровья.
25 марта на столичной территории Исламабада были введены некоторые ограничения: закрытие амбулаторных отделений больниц, полный запрет на городской, районный и областной общественный транспорт, запрет на собрания в публичных и частных местах. В этот же день было объявлено о трёх случаях выздоровлений и восьмой смерти в стране. Число позитивных случаев по стране превысило тысячу, общее число составило 1 057.
26 марта в Пакистане было обнаружено 140 новых позитивных случаев. Было сообщено о новой смерти в Пенджабе, общее число смертей возросло до 9, общее число заражений до 1 197. Число выздоровлений увеличилось на два.
27 марта Пакистан сообщил о 211 новых случаев, в первый раз это число превысило 200. Пенджаб также обогнал Синд как провинцию с наибольшим числом случаев заражений в 490, в то время как там также были зарегистрированы две смерти. Национальный институт здравоохранения приступил к распространению масок N95 в Синде, на все въездные и выездные пункты были направлены команды наблюдения для определения заболевших среди приезжих. В Гилгит-Балтистане местное правительство решило, что все приехавшие с границы у Тафтана должны быть проверены на вирус. Общее число позитивных случаев по стране достигло 1408, три пациента были исключены, что увеличило число выздоровевших до 26, также двое умерли, общее число умерших составило 11. Национальный институт здравоохранения инициировал обучение персонала мобильных госпиталей, изоляторов и карантинов по Пенджабу.
28 марта фонд, учреждённый китайским миллиардером Джеком Ма и группой «Алибаба», отправил второй самолёт с различными медицинскими расходными материалами в Пакистан. Самолёт привёз в Карачи по меньшей мере 50 тыс. наборов для тестирования, большое число масок, вентиляторов и средств личной защиты, всего около двух тонн груза стоимостью 67 млн. рупий. В это же день власти Пакистана разрешили авиакомпании «Тайские авиалинии» привезти в Исламабад 175 пакистанцев, застрявших в Бангкоке. В то же время правительство Пенджаба объявило о выделении 10 млрд. рупий в качестве пакетной помощи для 2,5 млн. семей подённых работников.
29 марта власти страны сообщили о 118 дополнительных случаях заболевания, что увеличило общее число до 1 526. Было сообщено об одной смерти в каждой из провинций Синд и Хайбер-Пахтунхва, что увеличило общее число смертей до 13. В провинции Хайбер-Пахтунхва были разработаны и распространены руководящие принципы прекращения карантина. В этот день пять пакистанцев, посетивших Индию по медицинским визам, вернулись на родину через пропускной пункт границы в Вагахе после того, как они застряли в Ноиде и Нью-Дели в связи с 21-дневным карантином, введённым индийским правительством. 31 марта двое из них показали положительный результат на вирус. После того, как число заболеваний приблизилось к 500 в провинции Синд, премьер-министр провинции заявил, что согласно данным, 25 % заражений произошло от местной передачи. Он заявил: «местная передача вызывает беспокойство и требует дальнейшего сдерживания».
30 марта Пакистан сообщил о самом высоком числе новых случаев за март — 240. Общее число заболевших достигло 1 865, выздоровевших — 58, смертей — 25. Федеральный министр науки и технологии Чодри Фавад Хуссейн заявил, что ИВЛ местного производства и наборы для тестирования появятся на рынке в ближайшие дни. Наборы для тестирования, разработанные пакистанским Национальным институтом вирусологии на базе университета Карачи и Национальным институтом науки и технологии были переданы Управлению по контролям за лекарствами для окончательного одобрения. Технический совет Пакистана разрабатывал ИВЛ в сотрудничестве с Университетом техники и технологии NED и пакистанским техническим управлением, позднее на неделе ИВЛ были переданы в Управление по контролем за лекарствами. Он также заявил о увеличении возможности производства дезинфицирующих средств для рук силами Пакистанского совета по науке и промышленным разработкам.
31 марта было объявлено о 82 выздоровевших, о 26-й смерти в стране и о 174 новых подтверждённых случаях, что увеличило общее число случаев до 2 039.

### Апрель

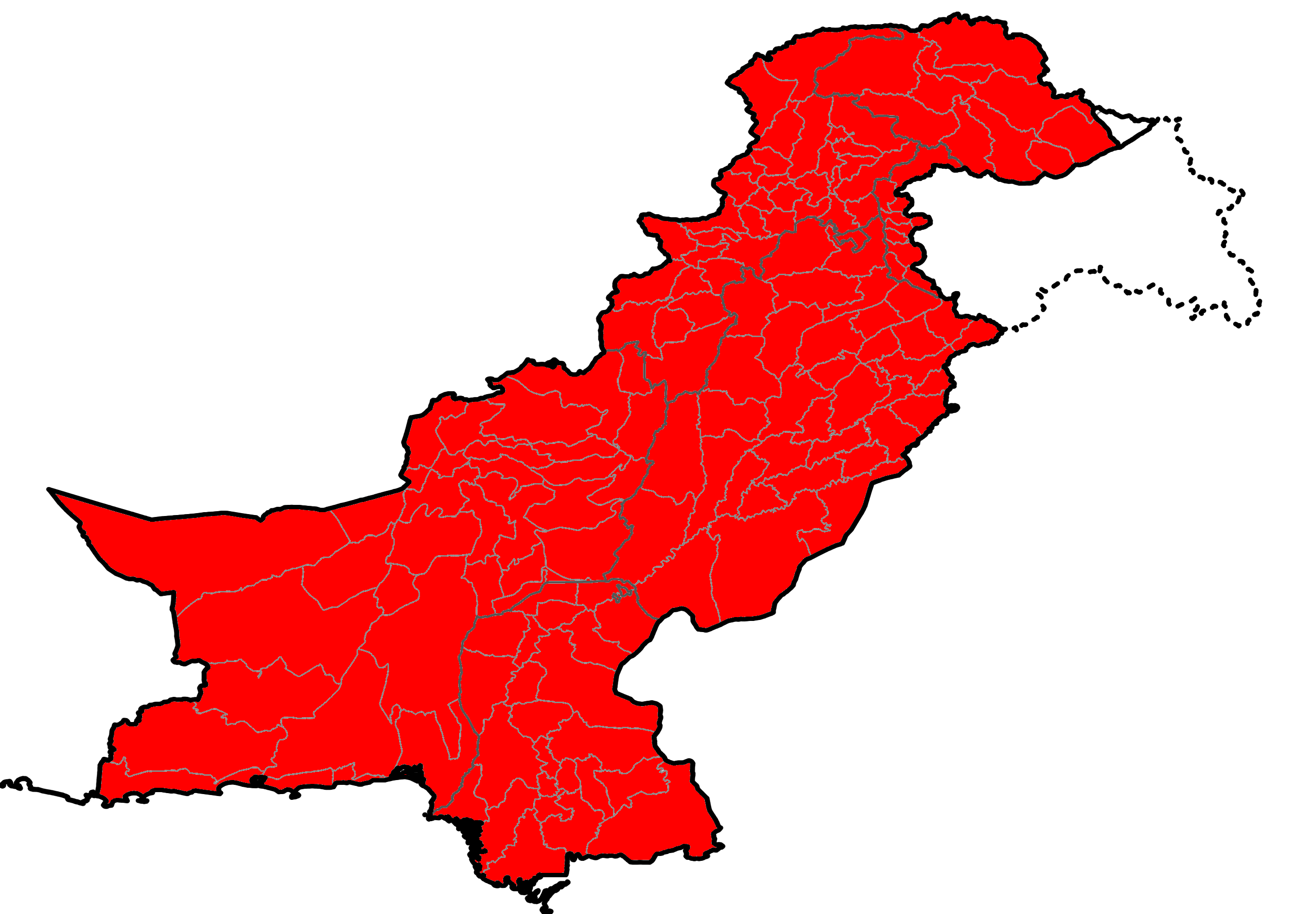
Подтверждённые случаи по районам Пакистана по состоянию на 28 апреля 2020
Подтвержденные случаи
Предполагаемые случаи

1 апреля было подтверждено 252 новых случая, что увеличило общее число до 2 291, общее число выздоровлений по стране превысило 100. 2 апреля было подтверждено 159 новых заражений, общее число составило 2 450. Было сообщено о четырёх смертях: две в Синде и по одной в Хайбер-Пахтунхва и Гилгите, общее число смертей выросло до 35. 3 апреля было подтверждено 258 новых случаев, общее количество заражений увеличилось до 2 708, что сделало Пенджаб первой провинцией, где число заражений перевалило за тысячу. Было сообщено о пяти смертях.
5 апреля число подтверждённых случаев по стране превысило три тысячи. За последующие два дня была отмечена тысяча новых случаев, 7 апреля общее число достигло 4 005, выздоровлений — 429, смертей — 54. 8 апреля Синд стал второй провинцией после Пенджаба, где число заболевших перевалило за тысячу. 11 апреля общее число составило более 5 000, смертей — 80. 12 апреля общее число выздоровевших в Пакистане превысило тысячу.
14 апреля федеральное правительство решило продлить карантин на ещё две недели, до 30 апреля. 15 апреля число смертей по стране превысило сотню, общее число заболевших — 6 000. 16 апреля было объявлено, что 58% заражений в Пакистане произошло от местной передачи.
18 апреля число подтверждённых случаев в Хайбер Пахтунхва превысило тысячу. В докладе от 21 апреля было сообщено о 2 000 случаев. 27% случаев заражений по стране было связано с религиозным собранием Таблиги Джамаат. 22 апреля число заболевших превысило 10 000, таким образом, Пакистан перевалил критическую точку. 24 апреля федеральное правительство снова продлило карантин по стране, на этот раз до 9 мая.
В конце апреля группа авторитетных врачей в Пакистане и за рубежом написала религиозным лидерам и премьер-министру с просьбой не открывать мечети во время рамадана, ожидая, что 80% их посетителей будет в возрасте после 60 и 70 лет. Результатом может стать «взрыв COVID-19». Губернатор Синда  Имран Исмаил заявил 27 апреля в «Твиттере», что показал положительный результат при проверке на вирус.

### Май
К 7 мая вирусом заразились более 500 пакистанских работников здравоохранения. 9 мая в Пакистане закончился карантин. 18 мая в Хайбер Пахтунхва было отмечено 16 новых смертей, что подняло общее число летальных исходов до 334 по провинции. На следующий день в провинции были отмечены 11 новых случаев, общее число смертей выросло до 345. 19 мая было сообщено, что 64-летний пациент из Хайдарабада, Синд выздоровел после лечения плазмой. 21 мая было объявлено о 2 193 новых случаях: число позитивных случаев превысило 48 000. Было отмечено 32 новых летальных случая. Общее число смертей превысило 1 017, в то время как число выздоровлений достигло 14 155. Министр по планированию Асад Умар заявил, что в Пакистане могут проверяться 25 000 человек ежедневно.
22 мая рейс 8303 авиакомпании Pakistan International Airlines разбился при подлёте к международному аэропорту Джинна, погибли 97 из 99 человек на борту. Авиакатастрофа привлекла ресурсы системы здравоохранения и вызвала трёхдневную задержку в тестировании.
29 мая было объявлено, что 900 детей в возрасте 10 лет показали положительный результат в Синде. Большинство случаев заболевания протекали бессимптомно.

### Июнь 2020
В начале июня с возобновлением тестирования число заражений начало быстро расти. С 31 мая по 3 000 в день, 3 июня впервые более чем 4 000 человек показали положительный результат на COVID-19. Отношение числа положительных случаев к тестам также увеличилось, в первые дни июня оно колебалось на уровне 20—25 %.
1 июня 2020 года премьер-министр Пенджаба Усман Буздар получил сообщение, что число случаев заражения достигло 670 тыс., большинство из них протекало бессимптомно, вирус достиг каждого угла Лахора.
13 июня 2020 года пакистанский ветеран-крикетист и экс-капитан сборной Пакистана по крикету Шахид Африди в своём «Твиттере» подтвердил свой положительный результат на COVID-19. До этого с 11 июня 2020 года он испытывал сильные боли. Африди активно участвовал в социальной службе, помогал людям в отдалённых областях Белуджистана в ходе карантина.
17 июня 2020 года в округах Шахид Сикандарабад, Ширани и Бархан провинции Белуджистан были отмечены первые случаи заражения. Таким образом в каждом отдельном районе всех четырёх провинций Пакистана был отмечен по меньшей мере один случай COVID-19.

### Декабрь 2020
31 декабря 2020 года министр науки и технологий Фавад Чаудрхи заявил, что страна приобретёт 1,2 млн. доз вакцины от коронавируса китайской компании «Синофарм».

### Январь 2021
7 января 2021 года секретарь Парламента по министерству здравоохранения доктор Нуашин Хамид заявила, что к концу месяца Пакистан ожидает первого груза вакцины от COVID-19. 9 января 2021 года по решению правительства в Исламабаде (район Тарлай) открылся первый центр вакцинации от COVID-19. 10 января 2021 года правительственный Национальный командный и оперативный центр (NCOC)  открыл регистрацию для работников здравоохранения работающих на передней линии, которые должны были в первую очередь получить первые дозы вакцины. На сайте NCOC  было объявлено, что вакцинацию должны пройти как работники частных так и государственных организаций.
16 января 2021 года вакцина AstraZeneca была одобрена для немедленного использования в чрезвычайных случаях в Пакистане, в то время как китайская вакцина ожидала одобрения от Организации по регулированию лекарственных средств Пакистана (DRAP). Специальный помощник премьер-министра по здравоохранению Фейсал Султан добавил, что в Пакистане имеются соответствующие объекты холодильного оборудования для большинства видов вакцин. 18 января 2021 года DRAP одобрила китайскую вакцину BBIBP-CorV компании «Синофарм» для немедленного использования в чрезвычайных случаях. 21 января 2021 года министр иностранных дел Пакистана Шах Мехмуд Куреши заявил, что КНР согласилась бесплатно предоставить Пакистану полмиллиона доз китайской вакцины Sinopharm до 31 января. 31 января 2021 года было объявлено, что согласно COVAX Пакистану будет предоставлено 17 млн. доз вакцины  AstraZeneca.

### Февраль 2021
1 февраля 2021 года Пакистан получил первые партии вакцин из КНР. 12 февраля 2021 года власти одобрили использование в чрезвычайных случаях вакцины Convidecia, разработанных китайской компанией CanSino Biologics.
24 февраля 2021 года Пакистан объявил, что все ограничения на коронавирус будут сняты с 15 марта. 

### Март 2021
К 5 марта 2021 года в Пакистане было использовано 197 тыс. доз вакцины. 6 марта секретарь британского парламента по распространению вакцин Надим Закави объявил, что Пакистан получит 17 млн. доз вакцины из Великобритании.
16 марта Пакистан получил 500 тыс. доз вакцины компании  Sinopharm от КНР в качестве дара. 

### Май 2021
28 мая по инициативе COVAX Пакистан получил 106 тыс. доз вакцины Pfizer–BioNTech. Представители компании Pfizer подтвердили , что в случае заключения договора (обсуждаемого в настоящее время) в июле или августе в Исламабад может быть доставлено свыше миллиона доз вакцины.

### Июнь 2021
28 июня власти США подтвердили отправку 2, 5 доз вакцины Moderna в Пакистан, прибытие груза ожидается через неделю.

## Собрание Джамаат Таблиг
Город Райвинд, входящий в состав Лахора, является штаб-квартирой движения Джамаат Таблиг в Пакистане, религиозной организации, активно занимающейся прозелитизмом. Согласно учёной Барбаре Меткалф, ежегодное собрание организации в Райвинде привлекает около 2 млн. человек . Съезды Джамаат Таблиг также пользуются популярностью у мусульман из других сект и привлекают представителей близких социальных групп, начиная от высокопоставленных политиков до средних и низших классов. 10 марта в комплексе мечети Райвинд Марказ прошёл очередной съезд организации, что привело к вспышке заболеваемости, по меньшей мере, 539 подтверждённых случаев, связанных с этим съездом.
Согласно докладу специального отделения Пенджаба около 70 тыс. из 80 тыс. могли посетить собрание, большинство прибыло из различных районов Пакистана, и 3 тыс. гостей из 40 других стран. Руководство Джамаат сообщило о 250 тыс. посетителей собрания. Съезд прошёл вопреки сопротивлению и предупреждениям правительства Пенждаба. Согласно данным полиции, продолжительность собрания была урезана с шести до трёх дней . В течение следующих дней возник кластер распространения коронавируса, поскольку прослеживаются следы от собрания до различных частей страны. К 31 марта было сообщено о 143 заражениях и трёх смертях.
2 апреля власти Пакистана поместили весь город Райвинд под карантин и закрыли все магазины общего и медицинского назначения после того, как 40 участников Таблиги Джамаат показали положительный результат на коронавирус . К 8 апреля было сообщено о 539 заражениях, из них 404 были в Райвинд Марказе и 31 в Хафизабаде.
В Пенджабе 10 263 участника собрания Джамаат Таблиг были помещены под карантин в 36 округах провинции. Были предприняты шаги по отслеживанию следов тысяч других участников . Правительство Синда также ввело карантин для всех участников события. Район Бара Каху в Карачи был помещён под карантин после того, как несколько вернувшихся с собрания жителей показали положительный результат на вирус. Примерно 50 участников собрания Таблиги Джамаат, включая пятерых женщин из Нигерии, были помещены в карантинный центр в г. Касур, в то время как тестирование ещё примерно 38 участников также дало положительный результат в Хайдарабаде.
Доклад в конце апреля показывает, что собрание вызвало свыше 2 тыс. заражений: это составило 27 % положительных случаев по стране.

## Другие случаи
29 января четверо пакистанских студентов обучающихся в Китае показали положительный результат на COVID-19. Позднее были подтверждены ещё два случая, что увеличило общее число до шести. Четверо выздоровели 12 февраля, остальные двое — 14 февраля после госпитализации в Гуанчжоу.
11 марта консульство Пакистана в г. Милан объявило о первой смерти пакистанца от вируса в г. Брешиа (Италия).
12 марта пакистанец показал положительный результат в пункте Торкхам афгано-пакистанской границы. По сообщениям пациент являлся служащим пакистанского посольства в Афганистане.
20 марта министерство здравоохранения Палестины объявило о новом случае заражения пакистанца в провинции Сальфит (Палестина). 21 марта палестинские источники подтвердили первых два случая в г. Газа: двое палестинцев приехали из Пакистана и въехали в Газу через Египет. После того как они показали положительный результат их поместили в карантин в г. Рафах, после их прибытия 19 марта. 22 марта человек из Замбии совершил поездку в Пакистан и заразился COVID-19.
28 марта пакистанский игрок в сквош Азам Хан умер от вируса в Лондоне в возрасте 95 лет.

## Меры властей

### Федеральное правительство

#### Март 2020
В связи со вспышкой эпидемии национальный авиаперевозчик PIA решил приостановить полёты между Китаем и Пакистаном до 30 января. После подтверждения сообщений о сотнях случаях в близлежащем Китае Управление гражданской авиацией Пакистана ввело осмотры каждого гражданина, прибывающего из Китая в четырёх основных аэропортах: Исламабада, Карачи, Лахора и Пешавара . 21 марта были введены осмотры для внутренних пассажиров в аэропорту Карачи.
13 марта президент Пакистана доктор Ариф Алви написал отдельное сообщение в Твиттере, призывая людей избегать участия в массовых собраниях, воздержаться от рукопожатий или объятий а также принять другие меры предосторожности если проявляются симптомы гриппа или коронавирусной инфекции. В это день Пакистан приостановил все международные полёты, особенно вылеты в аэропортах Исламабада, Карачи и Лахора.
13 марта на заседании Совета национальной безопасности с участием премьер-министра Имран Хана было решено закрыть все школы и университеты до 5 апреля. Тем не менее, преподаватели и сотрудники продолжили работать как обычно. Лекции и классы велись онлайн в некоторых заведениях: Riphah International University, FAST NUCES University, Institute of Space Technology. Парад в честь дня Пакистана, запланированный на 23 марта был отменён, как и другие общественные акции, заседания Сената были отложены на две недели.
Со 2 по 21 марта Пакистан закрыл пункт Шаман на границе для въезжающих из Афганистана . Граница была частично открыта после 21 марта для перевозки пищи, но движение пешеходов оставалось закрытым. Линия Дюранда на границе была закрыта с 16 марта по меньшей мере на две недели. Такой же период был применён для границы с Ираном, открытой 7 марта после предыдущего закрытия. С 16 марта были закрыты все сухопутные границы, включая пакистано-китайскую.
20 марта генерал-лейтенант Мухаммад Афзал председатель управления по чрезвычайным ситуациям объявил о работе правительства над увеличением обеспечения средствами личной защиты и другими ресурсами для сотрудников сферы здравоохранения.
21 марта все международные перелёты были приостановлены на две недели. Управление гражданской авиации заявило: «Правительство Пакистана решило приостановить работу со всеми международными пассажирами, чартерными и частными рейсами в Пакистан, меры будут введены с 21 марта по 4 апреля». Это привело к тому, что множество граждан застряло на Среднем востоке, Таиланде и в Малайзии. Министр по железным дорогам Шейх Рашид Ахмед объявил о приостановке 42 поездов.
Министерство здравоохранения объявило, что 22 марта в Пакистан отправлено 14 метрических тонн средств личной защиты, «включая маски, термометры, перчатки [и] накидки». В тот же день федеральное правительство выделило финансовую помощь Синду в виде 10 млн. долларов США из фондов Мирового банка не связанных с развитием. Губернатор Синда Имран Исмаил заявил, что федеральное правительство принимает «энергичные меры» по контролю над вспышкой эпидемии и что семьям заболевших будет выделено продовольствие.
23 марта пакистанская нация отметила праздник День Пакистана без каких-либо публичных собраний и военного парада. Премьер-министр Имран Хан и президент доктор Ариф Альви призвали нацию показать единство, дисциплину и волю к борьбе с пандемией . Премьер-министр также заявил, что полный карантин по стране неосуществим, поскольку 25% населения проживает ниже уровня бедности и карантин сделает их жизнь совсем несчастной. Для борьбы с эпидемией правительство располагает свыше 35 больницами по стране с ресурсом более чем 118 тыс. койко/дней.
24 марта глава штаба армии генерал Камар Явед Байва отдал приказ о развёртывании войск по стране и введении в дело военных медицинских ресурсов для борьбы с распространением эпидемии вместе с инфраструктурой национального здравоохранения после того как накануне министерство внутренних дел одобрило эти меры. За последние два дня министерство получало запросы от правительств провинций по этому поводу на фоне растущего числа пациентов.
25 марта спикер Национального собрания Асад Кайсер созвал совещание лидеров партий Сената и нижней палаты для пересмотра и обсуждения роли парламента в сдерживании распространения эпидемии.
24 марта Государственный банк Пакистана выпустил заявление, что обеспечит дезинфекцию наличных денег, предназначенных для циркуляции во всех банках для уверенности что «все деньги, собранные в больницах и клиниках подверглись чистке,  дезинфекции, запечатаны и помещены в карантин, циркуляция таких денег на рынке остановлена». Далее было подтверждено, что банки могут перевыпускать наличные деньги, остающиеся в карантине в течение 15 дней, все банкоматы, колл-центры и телефоны доверия будут работать круглосуточно и без выходных. Банки могут закрывать филиалы только если работник покажет положительный результат при тестировании на вирус или «при недоступности человеческих ресурсов, необходимых для избегания очередей, что сорвёт социальное дистанцирование». 24 марта Федеральная столичная территория Исламабад была фактически закрыта.
26 марта власти Пакистана решили обратиться за дополнительной ссудой в 3,7 млрд. долларов к трём многосторонним кредиторам и за дополнительная ссудой в 1,4 млрд. долларов к Международному валютному фонду, чтобы справиться с проблемами, возникающими в связи с новой вспышкой коронавируса. Советник премьер-министра по финансам доктор Абдул Хафиз Шейх объявил на пресс-конференции что Мировой банк и Азиатский банк развития также увеличат ссуду до 1 млрд. долларов и 1,25 млрд. долларов соответственно для Пакистана.
27 марта премьер-министр объявил о создании молодёжной организации «Corona Relief Tigers» (Тигры сражающиеся с короной) для помощи правительству в борьбе с распространением вируса. Силы организации будут развёрнуты по всей стране и будут помогать в доставке пищи по домам в случае резких скачков заболеваемости вирусом.  Набор в организацию начался 31 марта.
В конце марта ввиду различных карантинных мер, введённых местными правительствами, система доставки грузов пришла к коллапсу. Поэтому федеральное правительство 29 марта распорядилось, чтобы шоссе и дороги по стране оставались свободными, для обеспечения доставки грузов и увеличения грузоперевозок по железной дороги, чтобы избежать дефицита пищи и прочих необходимых предметов. На одном из собраний премьер-министр потребовал от местных правительств предпринять строгие меры против спекулянтов, пытающихся нажиться на продолжающемся кризисе. К концу марта во многих районах Пакистана рассматривалась возможность выпустить заключённых, находящихся под судом, чтобы сдержать вспышку заболеваемости в местах лишения свободы. Однако 30 марта Верховный суд удержал местные суды и правительства (местные и федеральное) от выпуска любых приказов, об освобождении заключённых, находящихся под судом.
Также 30 марта государственный министр здравоохранения доктор Зафар Мирза объявил, что комиссия по высшему образованию принимает приглашения от исследователей, учёных, специалистов, производителей и других экспертов, что может помочь правительству в борьбе с вирусом. Мирза добавил, что комиссия выделит щедрое финансирование исследователям, если их идеи будут приняты. В то же время генерал-лейтенант Афзал объявил о предоставлении провинциям тестовых наборов: Синду – 20 тыс., Пенджабу – 5 тыс., Белуджистану – 4.800 и 37 тыс. тестовых наборов в резерве. Федеральный министр по взаимодействию провинций доктор Фехмида Мирза объявила о создании фонда по оплате всех медицинских расходов спортивных личностей, заражённых вирусом.

#### Апрель 2020
1 апреля специальный помощник по информации и вещанию доктор Фирдоус Ашик Аван подтвердила что для журналистов, посещающих опасные области в том числе карантинные центра, будут доступны защитные комплекты. Она также объявила о запуске приложения под названием COVID-19 Care for Media, которое поможет журналистам, пострадавшим от вируса. Кроме того, разносчики газет тоже будут зарегистрированы в программе Ehsaas Emergency Cash (часть пакета экономической помощи о котором, объявило федеральное правительство) поскольку их продажи также пострадали из-за вспышки эпидемии.
2 апреля федеральный министр по планированию и развитию Асад Умар объявил о продлении карантина на две недели до 14 апреля для борьбы с распространением пандемии. 14 апреля премьер-министр объявил о продолжении карантина ещё на вде недели до 30 апреля. 24 апреля федеральное правительство снова продлило карантин до 9 мая.
Отдельные представители духовенства заняли консервативную позицию, что мечети должны быть открытыми и работать в ходе всего священного месяца Рамадан, а общие молитвы обязаны для всех мужчин-мусульман. Министр науки и технологий Шодри Фавад Хуссайн выразил разочарование этой позицией, в то время как Пакистанская медицинская ассоциация (PMA)  и Ассоциация адвокатов Пакистана (PBA)  потребовали введения полного карантина по стране. Руководствуясь предупреждениями PMA и высокопоставленных врачей что ослабление карантина приведёт к скачку эпидемии федеральное правительство решило продлить карантин до середины месяца Рамадан. Разрешение на это было дано президентом Арифом Алви после консультаций с улемами и представителями прихожан мечетей.           